# 閱微草堂筆記

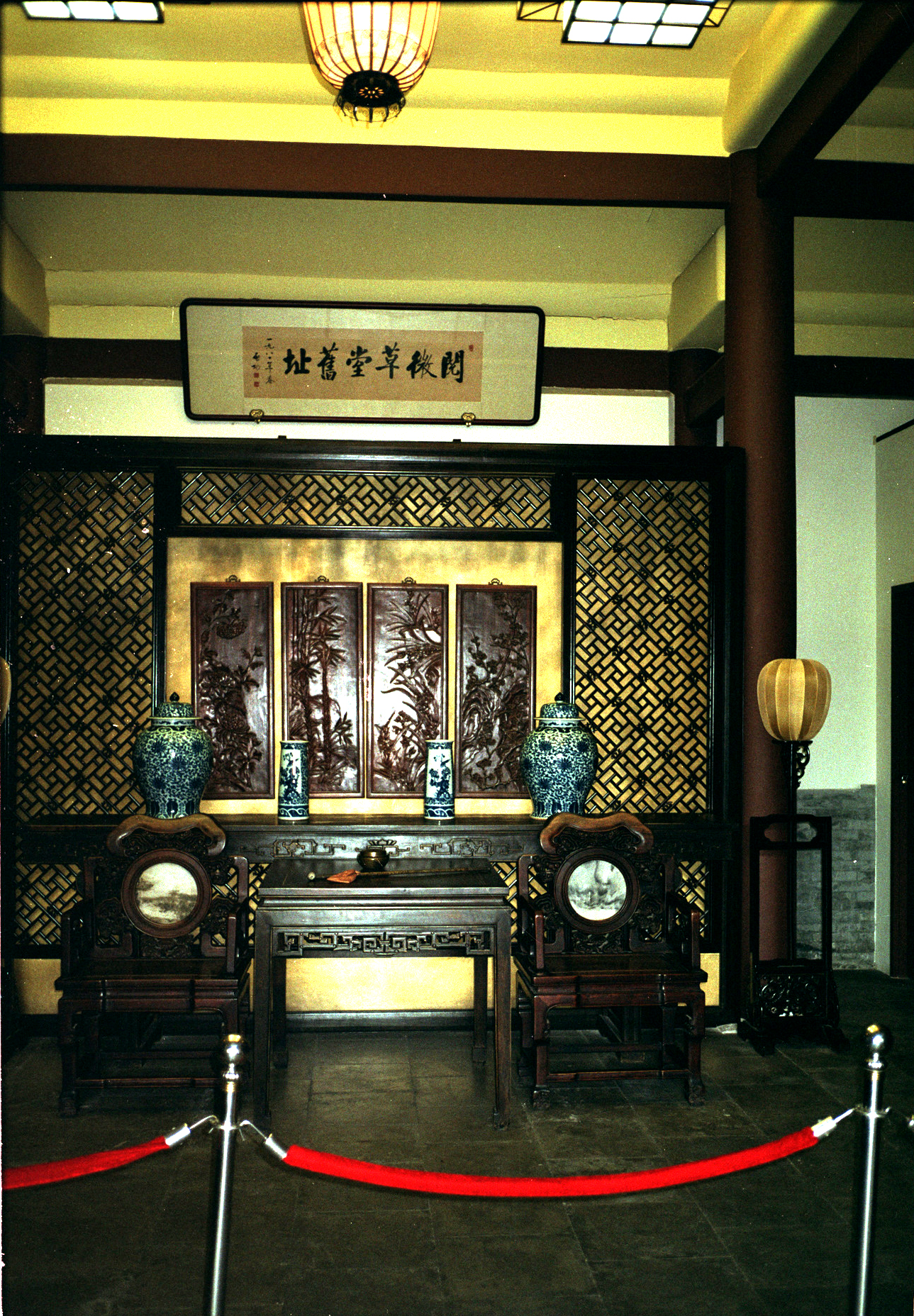
閱微草堂

《閱微草堂筆記》為清朝短篇志怪小說，于清朝乾隆五十四年（1789年）至嘉慶三年（1798年）年間由紀昀以筆記形式所編寫成的，纪昀年轻时捲入盧見曾案，發配乌鲁木齐三年，幸又召回燕都，遍旅各地。
它常与《聊斋志异》相提并论，视为文言小说的巅峰。

## 內容
《閱微草堂筆記》在時間上，主要搜輯當時代前後的各種鬼神狐仙、奇聞軼事等靈異故事勸善戒惡，在空間地域上，範圍則遍及全中國遠至烏魯木齊、伊寧，南至滇黔，並旁及臺灣、南洋等地。

### 子不语
袁枚《子不语》中有九篇与《阅微草堂笔记》情节相似，集中在《阅微草堂笔记·滦阳消夏录》中，可能是直接录自本书。《滦阳消夏录》实际成书时间早于《子不语》，且曾遭盗刊，纪晓岚在《如是我闻》中说：“曩撰滦阳消夏录，属草未定，遽为书肆所窃刊”。:11

## 版本
《阅微草堂笔记》本身有五种，分别为：
- 《灤陽消夏錄》（原为三卷，后改为六卷）：乾隆五十四年（1789年）夏
- 《如是我聞》四卷：乾隆五十六年（1791年）七月
- 《槐西雜志》四卷：乾隆五十七年（1792）六月[4]
- 《姑妄聽之》四卷：乾隆五十八年（1793年）七月
- 《灤陽續錄》六卷：嘉庆三年（1798年）七月

### 出版方式
《阅微草堂笔记》有合刊本和分刊本两种出版习惯。

#### 合刊本
合刊本纪晓岚门人盛时彦整理，嘉庆五年（1800）首次在北京刊行。嘉庆丙子（1816）夏，盛时彦又出了精校重刊本。此外，清朝还有道光癸巳（1833）羊城重刻本、道光乙未（1835）郑开禧刊本等。

##### 嘉庆五年本
嘉庆五年盛时彦刊本是唯一经过纪晓岚亲自校阅的版本，也是后来所有合刊的母本，但此书板片在嘉庆十四年（1809）毁于书坊大火。

#### 分刊本
《阅微草堂笔记》分刊本存在的原因是此书本有五部，自乾隆五十四年（1789）到嘉庆三年（1798）花了十年才出完，每一部都广为流传，因此“梨枣屡镌”、“翻刻者众”。但分刊本现存不多，存在北京大学图书馆的《滦阳消夏录》单行刻本、中国国家图书馆的《滦阳消夏录》单行抄本。

#### 国家图书馆抄本
中国国家图书馆的《滦阳消夏录》单行抄本是现存最早版本，有多处纪昀亲笔和不见于后世合刊本的佚文两则。卷首有藏书家邢之襄印，内文有贾臻跋，卷末有吴式芬批语。从这些题识可以看出，它本为纪昀玄孙纪榖原藏书，道光庚戍（1850）十一月，纪榖原自天津抵达河南，赠给贾臻，之后此书辗转于京师，为邢之襄收藏，后捐献给国家图书馆。

### 其他
《阅微草堂笔记》出版次数极多，出版者清代就有27家，民国33家，此后光中国境外就有32家出版社出版过此书。由于它也收录于鲁迅的作品中，随着鲁迅的作品一起被翻译成了50多种语言。

## 評價
魯迅在《中国小说史略》中对《阅微草堂笔记》有很高的评价：“惟纪昀本长文笔，多见秘书，又襟怀夷旷，故凡测鬼神之情状，发人间之幽微，托狐鬼以抒己见者，隽思妙语，时足解颐；间杂考辨，亦有灼见。叙述复雍容淡雅，天趣盎然，故后来无人能夺其席，固非仅借位高望重以传者矣。”
它常与《聊斋志异》相提并论，视为文言小说的巅峰。邱炜萲说：“谈狐说鬼者，自以纪昀《阅微草堂笔记》为第一，蒲松龄《聊斋志异》次之，沈起凤《谐铎》又次之。”:605

## 电视剧
- 《魅变》，20集，2000年中国大陆电视剧。

## 漫画
- 《虚伪的大臣》（日本），作者：
- 《蓬莱献礼 中国怪奇幻想选》（日本），作者：鲛岛円人

## 外部連結
- 中央研究院漢籍電子文獻 （页面存档备份，存于）
- 中央研究院歷史語言研究所 （页面存档备份，存于）